# Vito Donato Epifani

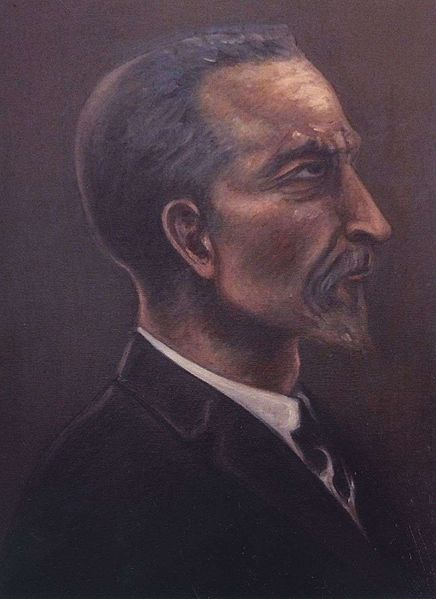
Vito Donato Epifani

Vito Donato Epifani (* 23. Juni 1848 in San Vito dei Normanni; † 15. August 1922 ebenda) war ein italienischer Schriftsteller und Jurist.

## Leben
Er war Professor für Wirtschaftswissenschaften an der Universität Neapel, Anwalt für Arme und Unterprivilegierte sowie Autor zahlreicher Essays, Tragödien und anderer literarischer Werke.
Epifani war außerdem für zwei Amtszeiten Bürgermeister von San Vito dei Normanni.